# Hamar stadion
L'Hamar stadion est un ancien stade et patinoire d'athlétisme, de patinage de vitesse et de bandy situé à Hamar en Norvège. Il était le terrain d'accueil du Hamar IL et appartenait à la municipalité de Hamar. Le stade a accueilli sept épreuves internationales de patinage de vitesse : les Championnats d'Europe toutes épreuves de patinage de vitesse en 1934, en 1948 et en 1953, les Championnats du monde de patinage de vitesse toutes épreuves hommes en 1952 et en 1985 et les Championnats du monde de patinage de vitesse toutes épreuves femmes en 1980 et en 1991. Il a également accueilli treize championnats norvégiens et onze records du monde ont été battus sur le site.

## Histoire

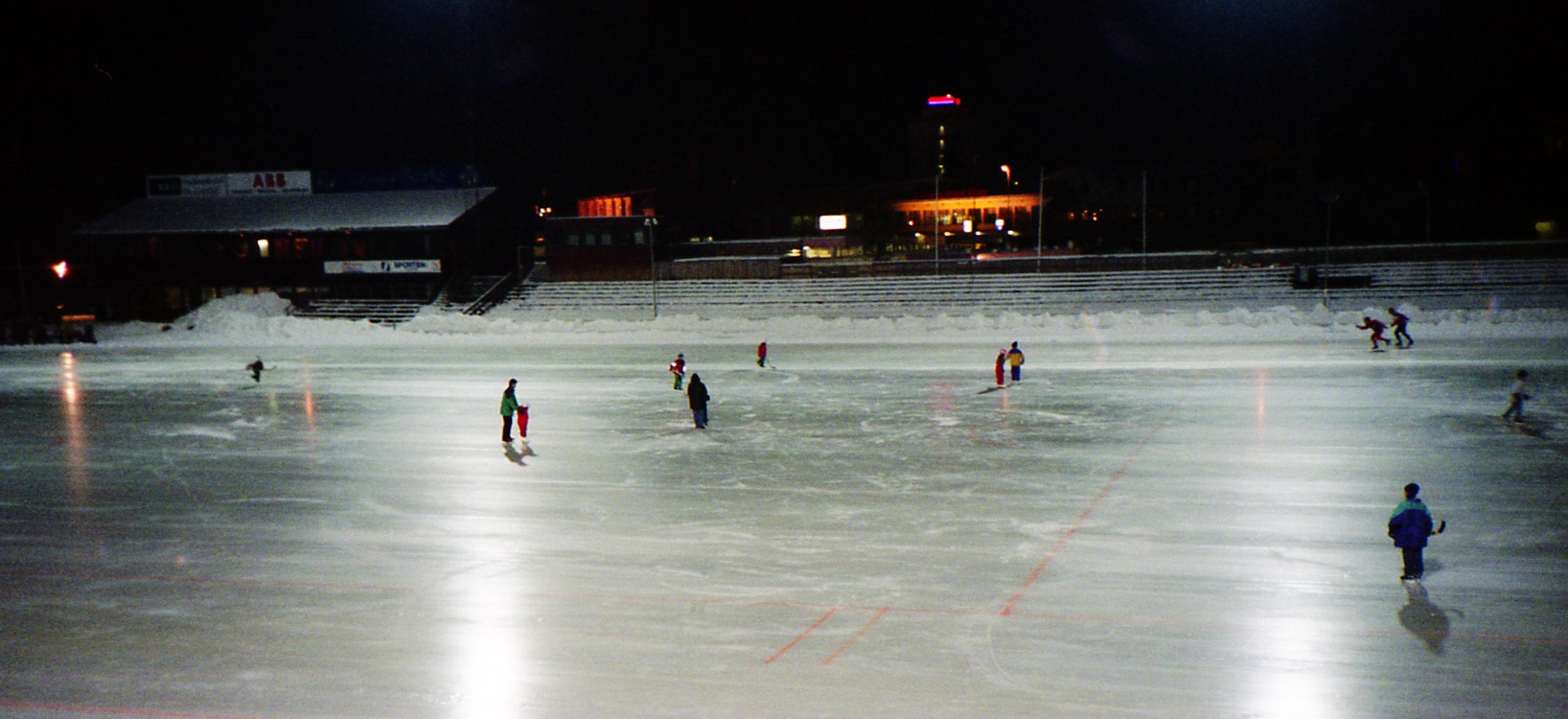
L'Hamar stadion en 1996

En 1921, le stade est attribué au Oplandenes Turn- og Idrettspark. Après la diminution de l'entretien et l'éclatement d'un désaccord entre les clubs de sport sur l'utilisation du stade, la ville décide d'annuler le bail en 1928 et la gestion est transférée à Hamar IL. Jusqu'en 1936, l'année d'ouverture du Briskeby gressbane, l'Hamar stadion est l'un des lieux utilisés par l'équipe de football Briskeby FL. À cause du manque de drainage du stade, un nouveau stade est examiné par les politiques à Kvitmyra. Un comité est créé par le conseil municipal en 1945, mais il conclut qu'il était préférable de mettre à niveau le stade existant puisque Hamar recevait les championnats d'Europe de patinage de vitesse de 1948. L'évènement est vu par vingt-six mille spectateurs. Durant l'été de 1948, de l'herbe est posé sur le stade. Il accueille également deux vestiaires. Pendant longtemps en hiver, il y avait régulièrement de des projecteurs pour le public le mercredi et le dimanche. Le stade de football est utilisé pour le bandy tandis que la piste pour l'athlétisme est utilisée pour le patinage de vitesse.
Le record d'affluence date de 1952 quand trente mille personnes ont regardé Hjalmar Andersen, battre le record du monde du 10 000 mètres avec un temps de 16 min 32 s 6, ce temps restera le meilleur temps jusqu'aux Jeux olympiques d'hiver de 1960. Les championnats d'Europe de patinage de vitesse ont encore lieu sur le site en 1953 et le néerlandais Kees Broekman caractérise le lieu comme « La Mecque du patinage de vitesse ». Ce fut en partie à cause de la bonne qualité de la glace. Alf Ingvaldsen était responsable de la glace pendant trente ans à partir du milieu des années 1940 et a créé un véhicule qui a pouvait propager de l'eau chaude sur le dessus de la surface pour polir la glace.
Avec l'ouverture du Vikingskipet, un site couvert pour le patinage de vitesse, en 1993 pour les Jeux olympiques d'hiver de 1994, l'Hamar stadion n'est plus utilisé pour accueillir les épreuves majeurs internationales de patinage de vitesse. En 2007, la ville vend le stade à Sentrumsgården pour 320 millions de couronnes norvégiennes. Il y construit un complexe pour les affaires, commercial et résidentiel avec quatre-vingt mille mètres carrés de terrain.